# Knivsflå

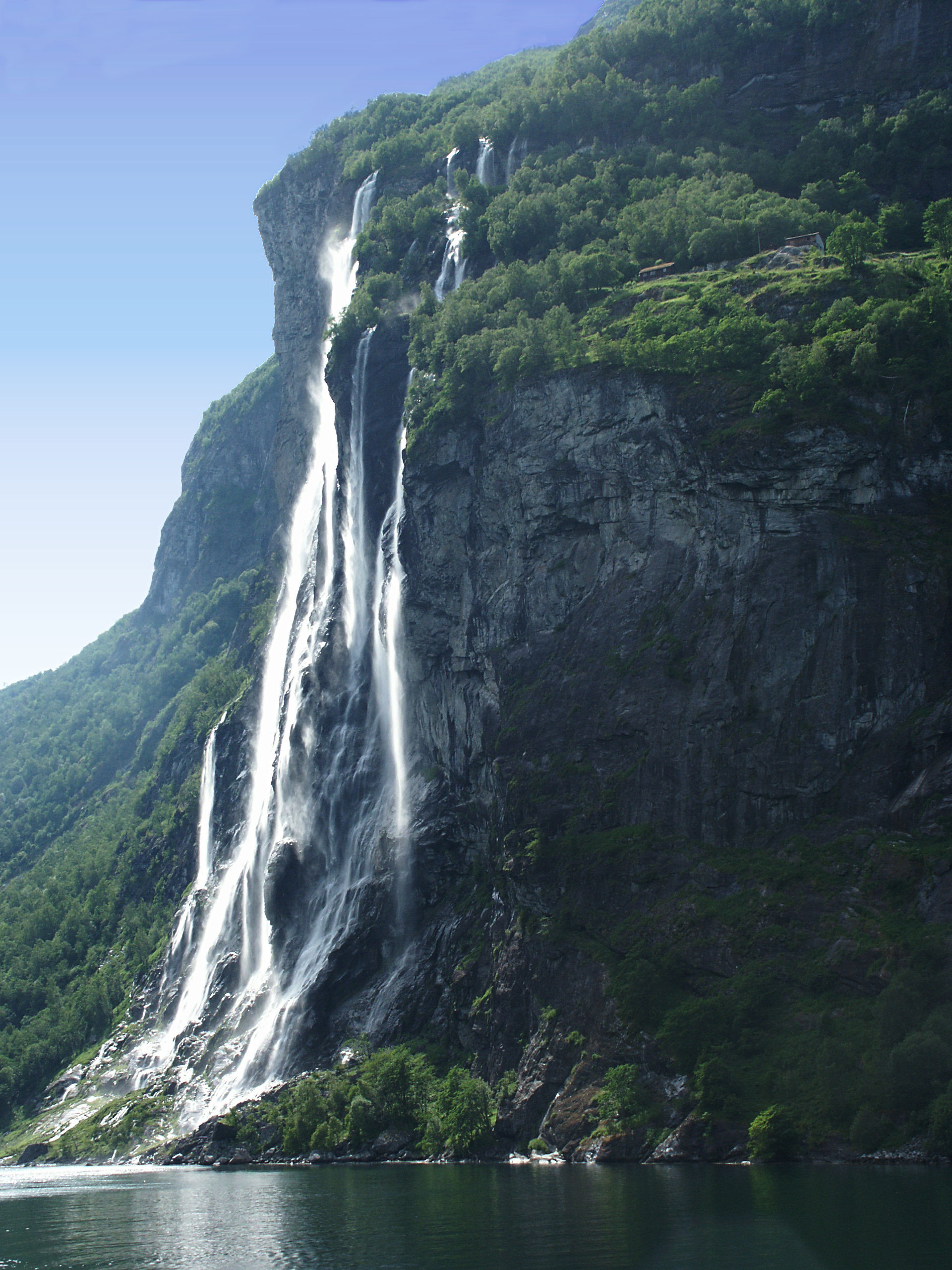
Zicht op Knivsflå en "De zeven zusters"

Knivsflå is een historische boerderij boven de Geirangerfjord in Noorwegen. De boerderij ligt 250 meter boven de fjord naast de waterval "De zeven zusters" en biedt een uitzicht op de boerderij Skageflå en de Geirangerfjord.